# Intertoto-Cup 1979
Der 13. Intertoto-Cup wurde im Jahr 1979 ausgespielt. Das Turnier wurde mit 32 Mannschaften ausgerichtet.

## Gruppenphase

### Gruppe 1
| Pl. | Verein           | Sp. | S | U | N | Tore    | Diff. | Punkte |
| --- | ---------------- | --- | - | - | - | ------- | ----- | ------ |
| 1.  | Werder Bremen    | 6   | 5 | 1 | 0 | 010:400 | +6    | 11:10  |
| 2.  | Standard Lüttich | 6   | 2 | 1 | 3 | 010:900 | +1    | 05:70  |
| 3.  | Maccabi Netanja  | 6   | 1 | 2 | 3 | 008:100 | −2    | 04:80  |
| 4.  | SK Rapid Wien    | 6   | 1 | 2 | 3 | 008:130 | −5    | 04:80  |

|                  | Deutschland Bundesrepublik | Belgien | Israel | Osterreich |
| ---------------- | -------------------------- | ------- | ------ | ---------- |
| Werder Bremen    |                            | 3:1     | 1:0    | 2:1        |
| Standard Lüttich | 1:2                        |         | 3:1    | 3:0        |
| Maccabi Netanja  | 0:1                        | 1:1     |        | 4:2        |
| SK Rapid Wien    | 1:1                        | 2:1     | 2:2    |            |

### Gruppe 2
| Pl. | Verein                  | Sp. | S | U | N | Tore    | Diff. | Punkte |
| --- | ----------------------- | --- | - | - | - | ------- | ----- | ------ |
| 1.  | Grasshopper Club Zürich | 6   | 3 | 1 | 2 | 009:100 | −1    | 07:50  |
| 2.  | Vejle BK                | 6   | 2 | 2 | 2 | 010:700 | +3    | 06:60  |
| 3.  | Royal Antwerpen         | 6   | 2 | 2 | 2 | 011:110 | ±0    | 06:60  |
| 4.  | MSV Duisburg            | 6   | 1 | 3 | 2 | 007:900 | −2    | 05:70  |

|                         | Schweiz | Danemark | Belgien | Deutschland Bundesrepublik |
| ----------------------- | ------- | -------- | ------- | -------------------------- |
| Grasshopper Club Zürich |         | 1:4      | 2:1     | 2:2                        |
| Vejle BK                | 2:0     |          | 1:2     | 1:2                        |
| Royal Antwerpen         | 1:3     | 2:2      |         | 3:1                        |
| MSV Duisburg            | 0:1     | 0:0      | 2:2     |                            |

### Gruppe 3
| Pl. | Verein                 | Sp. | S | U | N | Tore    | Diff. | Punkte |
| --- | ---------------------- | --- | - | - | - | ------- | ----- | ------ |
| 1.  | Eintracht Braunschweig | 6   | 4 | 2 | 0 | 015:700 | +8    | 10:20  |
| 2.  | Malmö FF               | 6   | 4 | 1 | 1 | 013:900 | +4    | 09:30  |
| 3.  | Slavia Prag            | 6   | 2 | 1 | 3 | 006:900 | −3    | 05:70  |
| 4.  | FC St. Gallen          | 6   | 0 | 0 | 6 | 005:140 | −9    | 0:12   |

|                        | Deutschland Bundesrepublik | Schweden | Tschechoslowakei | Schweiz |
| ---------------------- | -------------------------- | -------- | ---------------- | ------- |
| Eintracht Braunschweig |                            | 3:1      | 2:0              | 3:2     |
| Malmö FF               | 2:2                        |          | 3:1              | 2:1     |
| Slavia Prag            | 1:1                        | 1:3      |                  | 2:0     |
| FC St. Gallen          | 1:4                        | 1:2      | 0:1              |         |

### Gruppe 4
| Pl. | Verein             | Sp. | S | U | N | Tore    | Diff. | Punkte |
| --- | ------------------ | --- | - | - | - | ------- | ----- | ------ |
| 1.  | Bohemians ČKD Prag | 6   | 4 | 1 | 1 | 013:100 | +3    | 09:30  |
| 2.  | IFK Göteborg       | 6   | 3 | 1 | 2 | 019:800 | +11   | 07:50  |
| 3.  | FC Zürich          | 6   | 2 | 1 | 3 | 009:150 | −6    | 05:70  |
| 4.  | Odense BK          | 6   | 1 | 1 | 4 | 010:180 | −8    | 03:90  |

|                    | Tschechoslowakei | Schweden | Schweiz | Danemark |
| ------------------ | ---------------- | -------- | ------- | -------- |
| Bohemians ČKD Prag |                  | 3:2      | 2:2     | 4:1      |
| IFK Göteborg       | 4:0              |          | 5:1     | 6:1      |
| FC Zürich          | 1:2              | 1:0      |         | 4:3      |
| Odense BK          | 0:2              | 2:2      | 3:0     |          |

### Gruppe 5
| Pl. | Verein               | Sp. | S | U | N | Tore    | Diff. | Punkte |
| --- | -------------------- | --- | - | - | - | ------- | ----- | ------ |
| 1.  | Spartak TAZ Trnava   | 6   | 4 | 2 | 0 | 009:300 | +6    | 10:20  |
| 2.  | Esbjerg fB           | 6   | 3 | 1 | 2 | 012:800 | +4    | 07:50  |
| 3.  | Kalmar FF            | 6   | 2 | 1 | 3 | 009:900 | ±0    | 05:70  |
| 4.  | First Vienna FC 1894 | 6   | 0 | 2 | 4 | 004:140 | −10   | 02:10  |

|                      | Tschechoslowakei | Danemark | Schweden | Osterreich |
| -------------------- | ---------------- | -------- | -------- | ---------- |
| Spartak TAZ Trnava   |                  | 2:2      | 1:0      | 3:0        |
| Esbjerg fB           | 0:1              |          | 4:2      | 3:1        |
| Kalmar FF            | 0:1              | 2:1      |          | 3:0        |
| First Vienna FC 1894 | 1:1              | 0:2      | 2:2      |            |

### Gruppe 6
| Pl. | Verein             | Sp. | S | U | N | Tore    | Diff. | Punkte |
| --- | ------------------ | --- | - | - | - | ------- | ----- | ------ |
| 1.  | TJ Zbrojovka Brünn | 6   | 5 | 0 | 1 | 019:500 | +14   | 10:20  |
| 2.  | Slawia Sofia       | 6   | 4 | 1 | 1 | 015:600 | +9    | 09:30  |
| 3.  | CS Chênois         | 6   | 1 | 1 | 4 | 007:170 | −10   | 03:90  |
| 4.  | LASK Linz          | 6   | 1 | 0 | 5 | 004:170 | −13   | 02:10  |

|                    | Tschechoslowakei | Bulgarien 1971 | Schweiz | Osterreich |
| ------------------ | ---------------- | -------------- | ------- | ---------- |
| TJ Zbrojovka Brünn |                  | 3:1            | 3:1     | 3:0        |
| Slawia Sofia       | 2:0              |                | 2:0     | 4:1        |
| CS Chênois         | 1:7              | 2:2            |         | 3:0        |
| LASK Linz          | 0:3              | 0:4            | 3:0     |            |

### Gruppe 7
| Pl. | Verein              | Sp. | S | U | N | Tore    | Diff. | Punkte |
| --- | ------------------- | --- | - | - | - | ------- | ----- | ------ |
| 1.  | Pirin Blagoewgrad   | 6   | 4 | 0 | 2 | 009:600 | +3    | 08:40  |
| 2.  | GKS Katowice        | 6   | 2 | 3 | 1 | 005:400 | +1    | 07:50  |
| 3.  | Aarhus GF           | 6   | 2 | 2 | 2 | 005:500 | ±0    | 06:60  |
| 4.  | SV Austria Salzburg | 6   | 0 | 3 | 3 | 004:800 | −4    | 03:90  |

|                     | Bulgarien 1971 | Polen 1944 | Danemark | Osterreich |
| ------------------- | -------------- | ---------- | -------- | ---------- |
| Pirin Blagoewgrad   |                | 3:0        | 2:0      | 2:0        |
| GKS Katowice        | 3:0(1)         |            | 1:0      | 0:0        |
| Aarhus GF           | 2:0            | 0:0        |          | 1:0        |
| SV Austria Salzburg | 1:2            | 1:1        | 2:2      |            |

1 Pirin Blagoewgrad trat nicht an, das Spiel wurde mit 3:0 für GKS Katowice gewertet.

### Gruppe 8
| Pl. | Verein               | Sp. | S | U | N | Tore    | Diff. | Punkte |
| --- | -------------------- | --- | - | - | - | ------- | ----- | ------ |
| 1.  | TJ Baník Ostrava OKD | 6   | 4 | 1 | 1 | 014:900 | +5    | 09:30  |
| 2.  | Östers IF            | 6   | 2 | 3 | 1 | 014:800 | +6    | 07:50  |
| 3.  | SV Darmstadt 98      | 6   | 1 | 4 | 1 | 006:600 | ±0    | 06:60  |
| 4.  | Grazer AK            | 6   | 0 | 2 | 4 | 007:180 | −11   | 02:10  |

|                      | Tschechoslowakei | Schweden | Deutschland Bundesrepublik | Osterreich |
| -------------------- | ---------------- | -------- | -------------------------- | ---------- |
| TJ Baník Ostrava OKD |                  | 3:2      | 1:1                        | 4:2        |
| Östers IF            | 4:0              |          | 0:0                        | 4:1        |
| SV Darmstadt 98      | 0:3              | 1:1      |                            | 3:0        |
| Grazer AK            | 0:3              | 3:3      | 1:1                        |            |

## Intertoto-Cup Sieger 1979
- Werder Bremen
- Grasshopper Club Zürich
- Eintracht Braunschweig
- Bohemians ČKD Prag
- Spartak TAZ Trnava
- TJ Zbrojovka Brünn
- Pirin Blagoewgrad
- TJ Baník Ostrava OKD